# Вишнёвая улица (Москва)
Вишнёвая у́лица (с 1960 года до 12 июня 1963 года — Октя́брьская у́лица) — улица в Северо-Западном административном округе города Москвы на территории района Покровское-Стрешнево.

## История
Улица получила современное название по предложению местных жителей. С 1960 года до 12 июня 1963 года называлась Октябрьская улица, была переименована при вхождении г. Тушино в состав Москвы для устранения одноимённости с Октябрьской улицей.

## Расположение
Вишнёвая улица проходит от Тушинской улицы на север, пересекает улицу Циолковского, с востока к Вишнёвой улице примыкают улицы Долгова и Мещерякова, Вишнёвая улица проходит далее до Малой Набережной улицы и Сходненского деривационного канала. Нумерация домов начинается от Тушинской улицы.

## Примечательные здания и сооружения
По нечётной стороне:
- д. 5 — Московский государственный техникум технологии и права;
- д. 7 — Московское машиностроительное предприятие имени В. В. Чернышёва;
- д. 13 — банный комплекс «Вишнёвая, 13» (бывшие Тушинские бани).

По чётной стороне:
- д. 6 — бывшая пожарная часть № 90;
- д. 20, к. 1 — школа № 1285;
- д. 20, к. 2 — Детская городская поликлиника № 94;
- памятник К. Э. Циолковскому — в сквере между улицей Циолковского, Вишнёвой улицей и улицей Долгова.

## Транспорт

### Автобус
- 62: от улицы Циолковского до Тушинской улицы.
- 96: от Малой Набережной улицы до Тушинской улицы.
- 102: от Малой Набережной улицы до Тушинской улицы.
- 678: от Малой Набережной улицы до Тушинской улицы.
- Т: от Малой Набережной улицы до Тушинской улицы.

### Метро
- Станция метро «Тушинская» Таганско-Краснопресненской линии — у южного конца улицы, на проезде Стратонавтов.

### Железнодорожный транспорт
- Станция Тушино Рижского направления Московской железной дороги — у южного конца улицы, между Тушинской улицей и проездом Стратонавтов.